# Rostyslav Semenčenko
Rostyslav Oleksandrovyč Semenčenko (in ucraino Ростислав Олександрович Семенченко?; Biljaïvka, 1º settembre 2003) è un giocatore di calcio a 5 ucraino.

## Carriera

### Club
Semenčenko ha debuttato in Ekstra-Liga il 3 ottobre 2020 con la maglia dell'InBev Žytomyr, andando a segno fin dalla partita d'esordio contro il Kardinal Rivne. Nelle stagioni seguenti gioca per alcune società di Kiev, venendo premiato come miglior giovane del campionato per due stagioni consecutive.

### Nazionale
Già protagonista della selezione ucraina under 19, con cui arrivò alle semifinali del campionato europeo di categoria nel 2022, Semenčenko è entrato ben presto nel giro della Nazionale maschile di calcio a 5 dell'Ucraina con cui ha disputato la Coppa del Mondo 2024. Al termine della rassegna iridata, conclusa dagli ucraini al terzo posto, Semenčenko ha ricevuto il pallone di bronzo in qualità di terzo miglior calcettista del torneo.